# Søre Langholmen
Søre Langholmen est une île norvégienne du comté de Hordaland appartenant administrativement à Bømlo.

## Description
Rocheuse et désertique, elle s'étend sur environ 473 m de longueur pour une largeur approximative de 182 m.  